# Zjawisko kwaziperiodyczne
Zjawisko quasi-periodyczne (albo prawie periodyczne) – zjawisko występujące niemal idealnie w tych samych odstępach czasu. Jako przykłady można wymienić: wzór powtarzający się w kwazikryształach, dźwięki quaziperiodyczne oraz cykl miesiączkowy.